# Joaquín Campino
Joaquín Campino Salamanca (La Serena, 16 de febrero de 1788 - Santiago, 20 de abril de 1860) fue un abogado chileno, hijo de Andrés Campino y Erazo y de Magdalena Salamanca.

## Carrera política
Se gradúa de abogado de la Universidad de San Felipe (1812). Fue ministro del Interior y Relaciones Exteriores del Directorio de 1823, 1825 y 1826 (Consejo Directorial). En 1824 y 1826 fue diputado por Coquimbo.
El 22 de diciembre de 1824 fue nombrado Presidente del Congreso. Ilustró su nombre en la política y en las letras como periodista. En 1827 participó en la llamada Sublevación de Campino y fue ministro plenipotenciario en los Estados Unidos, y en 1830 en México. Regresó a Chile y en 1840 fue diputado suplente por Elqui y en 1846-1849 lo fue por Rere.